# چونگ-کمین
چونگ-کمین (به لاتین: Chong-Kemin) یک منطقهٔ مسکونی در قرقیزستان است که در استان چوی واقع شده‌است.